# Борзнянська міська територіальна громада
Борзнянська міська громада — територіальна громада в Україні, у Ніжинському району Чернігівської області. Адміністративний центр — місто Борзна.
Утворена 18 червня 2018 року шляхом об'єднання Борзнянської міської ради та Малозагорівської, Миколаївської, Оленівської, Прачівської сільських рад Борзнянського району.
Відповідно до розпорядження Кабінету Міністрів України № 730-р від 12 червня 2020 року «Про визначення адміністративних центрів та затвердження територій територіальних громад Чернігівської області», до складу громади були включені території Шаповалівської та Ядутинської сільських рад Борзнянського району .

## Населені пункти
До складу громади входять 1 місто (Борзна) і 21 село: Адамівка, Вольниця, Гришівка, Жданів, Забілівщина, Забілівщина Друга, Іванівка, Кинашівка, Красностав, Любомудрівка, Мала Загорівка, Миколаївка, Оленівка, Острів Надії, Прачі, Сапонівка, Суховодка, Червоне Озеро, Шаповалівка, Юрківщина, Ядути.